# Sabnock

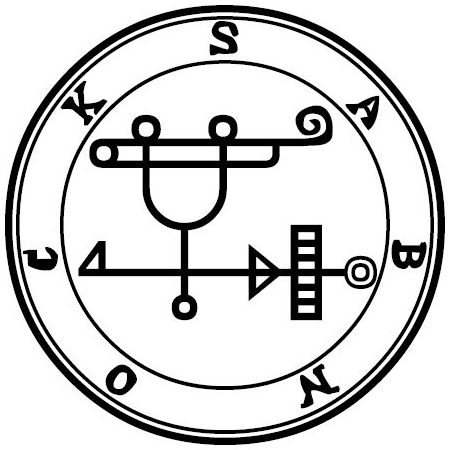
Le sceau de Sabnock selon Mathers.

Sabnock (ou Sab Nac, Sabnac, Sabnach, Sabnack, Sabnacke, Salmac et Savnock) est un démon issu des croyances de la goétie, science occulte de l'invocation d'entités démoniaques. 
C'est un grand marquis des enfers. Il se montre sous les traits d'un soldat portant arme et armures, avec une tête de lion, monté sur un cheval pâle. Il construit de hautes tours, des châteaux et des cités, fournit des armes et des munitions, donne de bons familiers, et peut affliger les hommes plusieurs jours durant en envoyant sur eux la gangrène ou les vers. 50 légions de démons sont à ses ordres. Le Lemegeton le cite en 43e position de sa liste de démon tandis que la Pseudomonarchia Daemonum le cite en 34e position sous le nom de Sabnac,.